# RAID (polis)
RAID (Recherche Assistance Intervention Dissuasion) är den franska civila polisens nationella insatsstyrka.

## Polisens insatsstyrkor
RAID lyder direkt under polisens generaldirektör och har ansvaret för Paris med omkringliggande 21 departement. GIPN (Groupes d'intervention de la Police Nationale), som lyder under centraldirektionen för ordningspolisen, har ansvaret för resten av landet.

## Gendarmeriets insatsstyrkor
Gendarmeriets nationella insatsstyrka - Groupe d'intervention de la Gendarmerie nationale (GIGN) - har till uppdrag att agera vid särskilt allvarliga indicenter, av typ terrorism.